# ピロリジン
ピロリジン（英語: pyrrolidine）または、テトラヒドロピロール（英語: tetrahydropyrrole）は、有機化合物の一種で、分子式 C4H9N、分子量 71.11の5員環構造を持つ複素環式アミン。特有の不快臭を持つ無色の液体。消防法に定める第4類危険物 第1石油類に該当する。
ピロリジンのpKa は 11.27、pKb は 2.74。
ピロリジンはタバコやニンジンの葉に含まれる。また、ピロリジン構造はプロリンやヒドロキシプロリンといったアミノ酸や、ニコチンやヒグリンなどのアルカロイドなど、多くの天然物に存在する骨格である。プロサイクリジンやベプリジルなどの医薬品もピロリジン構造を持つ。
ケトンと縮合させて得られるエナミンが、ストークエナミン合成の基質として用いられる。ほか、塩基性の反応溶媒として用いられることがある。

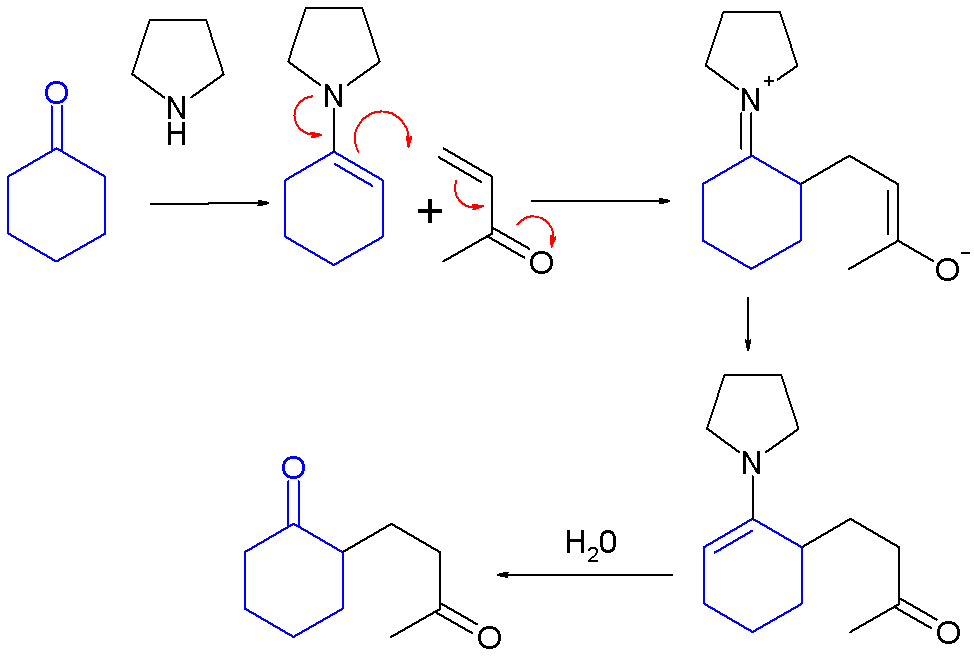
ストークエナミン合成